# Nasir-ud-dawlah, Asif Jah IV
Nasir-ud-dawlah, Asaf Jah IV (Bidar, 25 aprile 1794 – Hyderabad, 16 maggio 1857) fu nizam di Hyderabad dal 1829 al 1857.

## Biografia
Nasir-ud-dawlah, Asaf Jah IV era il figlio primogenito di Mir Akbar Ali Khan Siddiqi Asaf Jah III, al quale succedette dopo la di lui morte. Durante il suo regno il generale C.B. Low divenne residente britannico e ricevette ordine dal governatore generale, Lord Dalhousie, di contribuire nell'Hyderabad al mantenimento del contingente inglese sul territorio indiano e ovviamente questo ricadeva non solo sulla popolazione, ma anche sul Nizam che vedeva lentamente ma progressivamente la sua autorità logorarsi.
Alla fine venne raggiunto un accordo il 20 maggio 1853 che prevedeva l'intervento inglese in caso di attacco ma un sostegno economico annuale per il mantenimento dell'esercito in area coloniale. Così facendo, però, cessò di fatto ogni funzione dell'esercito dell'Hyderabad che venne quasi completamente sostituito da quello britannico..